# Vatne
Vatne is een plaats in de Noorse gemeente Haram, provincie Møre og Romsdal. Vatne telt 1586 inwoners (2007) en heeft een oppervlakte van 1,73 km².